# Riedelia dolichopteron
Riedelia dolichopteron là một loài thực vật có hoa trong họ Gừng. Loài này được Theodoric Valeton miêu tả khoa học đầu tiên năm 1914.

## Phân bố
Loài này được tìm thấy ở cao độ 600 m trong rừng ven sông Djamu, trong tỉnh Madang ở đông bắc Papua New Guinea. Mẫu vật điển hình: F.R.R. Schlechter 17317 do Rudolf Schlechter thu thập ngày 21 tháng 2 năm 1908.